# Centranthe rouge
Centranthus ruber
Espèce
Classification APG III (2009)
Statut de conservation UICN

 LC  : Préoccupation mineure
Le Centranthe rouge, appelé aussi Lilas d'Espagne ou Valériane rouge (Valeriana rubra, synonyme Centranthus ruber), est une espèce de plantes à fleurs de la famille des Caprifoliacées (anciennement des Valérianacées). C'est une plante herbacée vivace originaire des régions méditerranéennes.
La valériane rouge fait partie des plantes appelées « herbe aux chats ».

## Étymologie
Le nom de genre Centranthus a été forgé en 1805 par le botaniste suisse De Candolle à partir du grec κέντρον (kéntron) « piqure, éperon » et ἄνθος (ánthos) « fleur », en référence à l'éperon de la fleur. 
L'épithète spécifique dérive du latin ruber « rouge ».

## Description

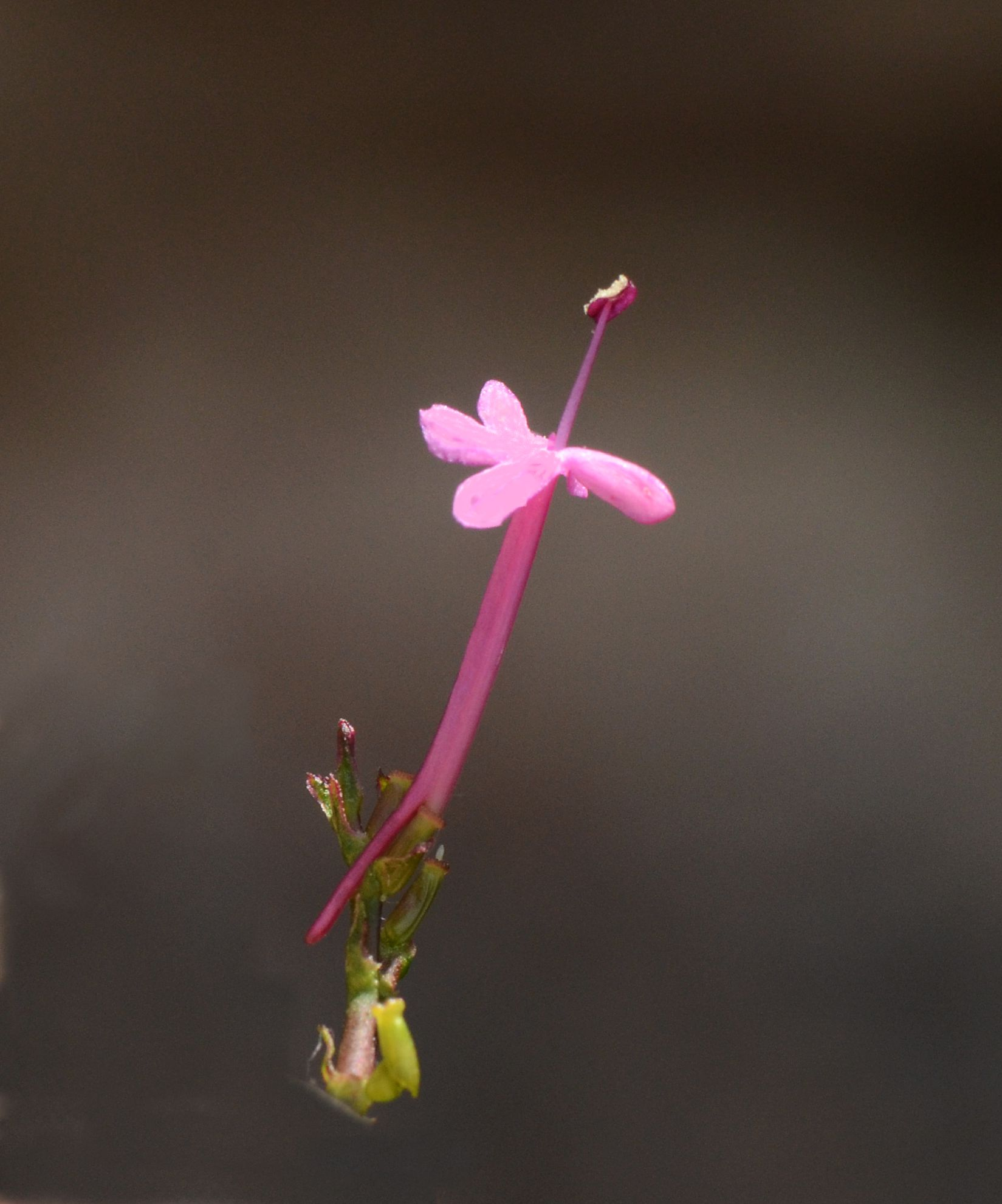
Fleur isolée, avec éperon.

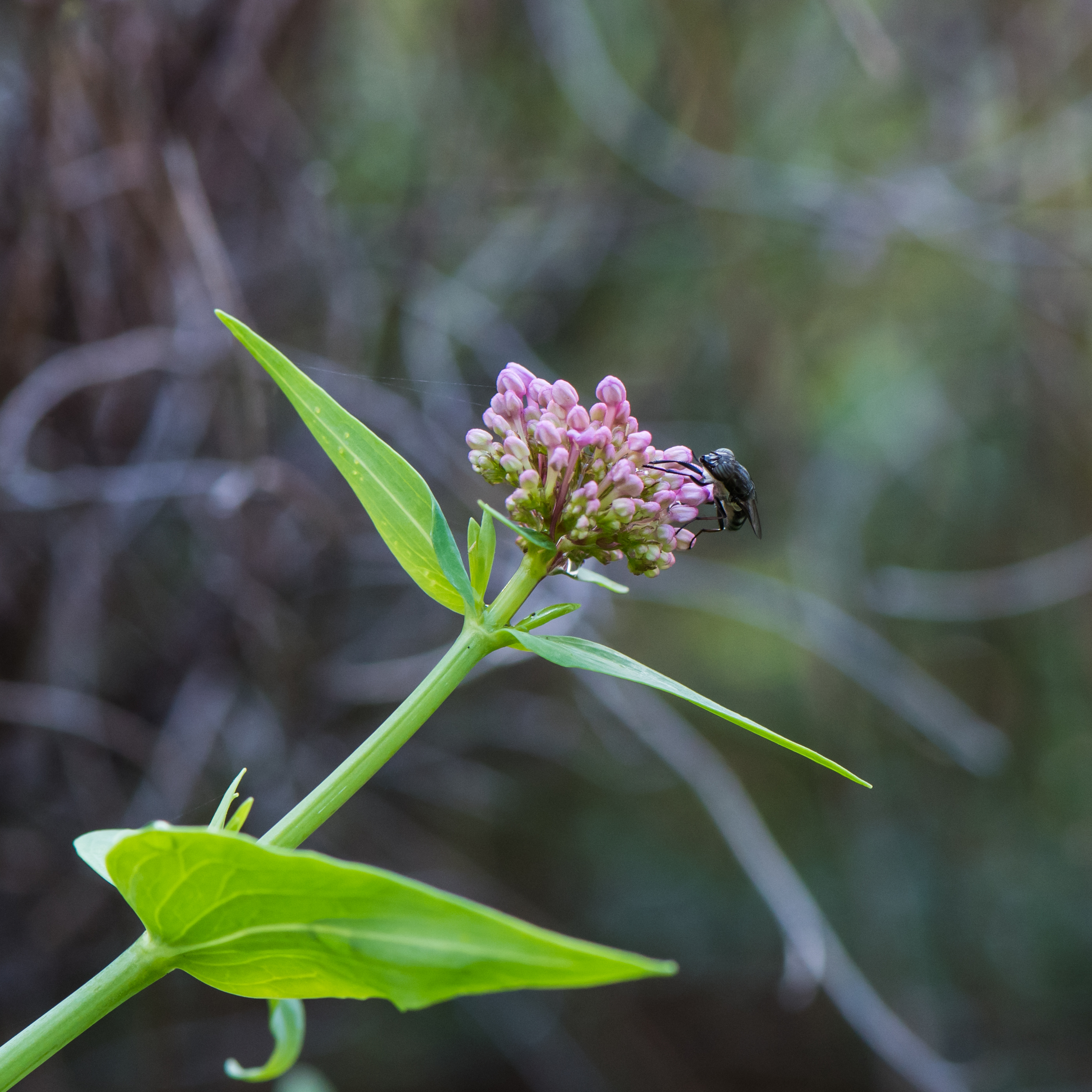
Des boutons de fleurs avec une mouche (Stomorhina lunata).

C'est une plante assez grande vivant souvent en colonies (elle forme des touffes). Sa hauteur est variable, allant de 30 cm à 1,30 m, avec des tiges beaucoup plus longues qui peuvent courir sur le sol pour chercher le soleil (espèce héliophile). La souche est épaisse, subligneuse. Cette partie souterraine à odeur prononcée rappelant celle de la valériane officinale, sa cousine, attire irrésistiblement les chats. Les tiges, cylindriques (de 5  à   12 mm de diamètre), lisses, glauques et glabres, sont creuses et fragiles. D'abord simples et étalées, elles deviennent rameuses lorsqu'elles se redressent. Elles se cassent facilement, tout net.
Les feuilles sont opposées, glabres, glauques et entières ou finement dentées, charnues. Elles présentent une hétérophyllie marquée : les supérieures sont sessiles, engainantes (souvent connées) et deltoïdes (7 × 6 cm), les inférieures décurrentes et elliptiques (15 × 5 cm).
Les fleurs hermaphrodites sont rouges, roses ou parfois blanches (10 % des individus : Centranthus ruber 'Albus'), odorantes. Elles sont groupées en cymes multipares qui forment à l'extrémité des rameaux des panicules ou corymbes denses puis les inflorescences s'allongent. Ces grappes de fleurs ressemblent un peu à celles du lilas, d'où son nom vernaculaire de « lilas d'Espagne ». Chaque fleur possède une longue corolle en tube (8  à   14 mm de long) prolongée d'un bout par un éperon étroit (5  à   10 mm) et de l'autre s'étalant en cinq lobes (4+1). Il n'y a qu'une seule étamine et un style dépassant la corolle.
La floraison s'étale de mai à septembre. La pollinisation est de type entomogame (bourdons, et surtout papillons à longue trompe).
Les fruits sont des akènes glabres à dissémination anémochore.
|                                                                                         |                                                                        |
| Les centranthes rouges sont très visités par les moro-sphinx (Macroglossum stellatarum) | ainsi que par les sphinx-gazés (Hemaris fuciformis), région de Cognac. |

## Écologie
Centanthrus ruber est originaire des régions méditerranéennes : Afrique du nord (Maghreb), Turquie, Grèce, ex-Yougoslavie, Italie, France, Espagne et Portugal. Le réchauffement climatique lui permet de remonter progressivement vers le nord.
C'est une espèce thermophile et hyperxérophile qui s’accommode des sols très secs. Ses longues tiges presque lignifiée à la base peuvent courir au sol pour trouver la chaleur et le soleil. Chasmophyte, elle croît sur les rocailles, éboulis, sur les vieux murs eutrophiles ou les rochers ensoleillés (flore des murs, elle est associée en ville avec la Pariétaire de Judée). Elle est assez indifférente à la composition chimique des sols.

## Centranthus ruberet l'Homme

### Plante comestible
Dans certains pays, le Centranthe rouge a été utilisé comme plante alimentaire, dont l'Italie.

### Plante médicinale
L'écorce de la racine de Centranthus ruber a une teneur supérieur à 7 % en valepotriates (de). Les valepotriates sont un groupe chimique d'iridoïdes lipophiles composé d'un squelette chimique de type pyranose cyclopentane. Une étude a montré que l'action sédative de la teinture, administrée par voie orale chez la souris, est clairement marquée. En raison de sa grande activité et de sa faible toxicité, Centranthus ruber peut avantageusement substituer Valeriana officinalis.
Les feuilles ont des propriétés antiscorbutiques.

## Variétés
- C. ruber 'Albus', aux fleurs blanches
- C. ruber 'Coccineus', aux fleurs d'un rouge plus soutenu

## Galerie

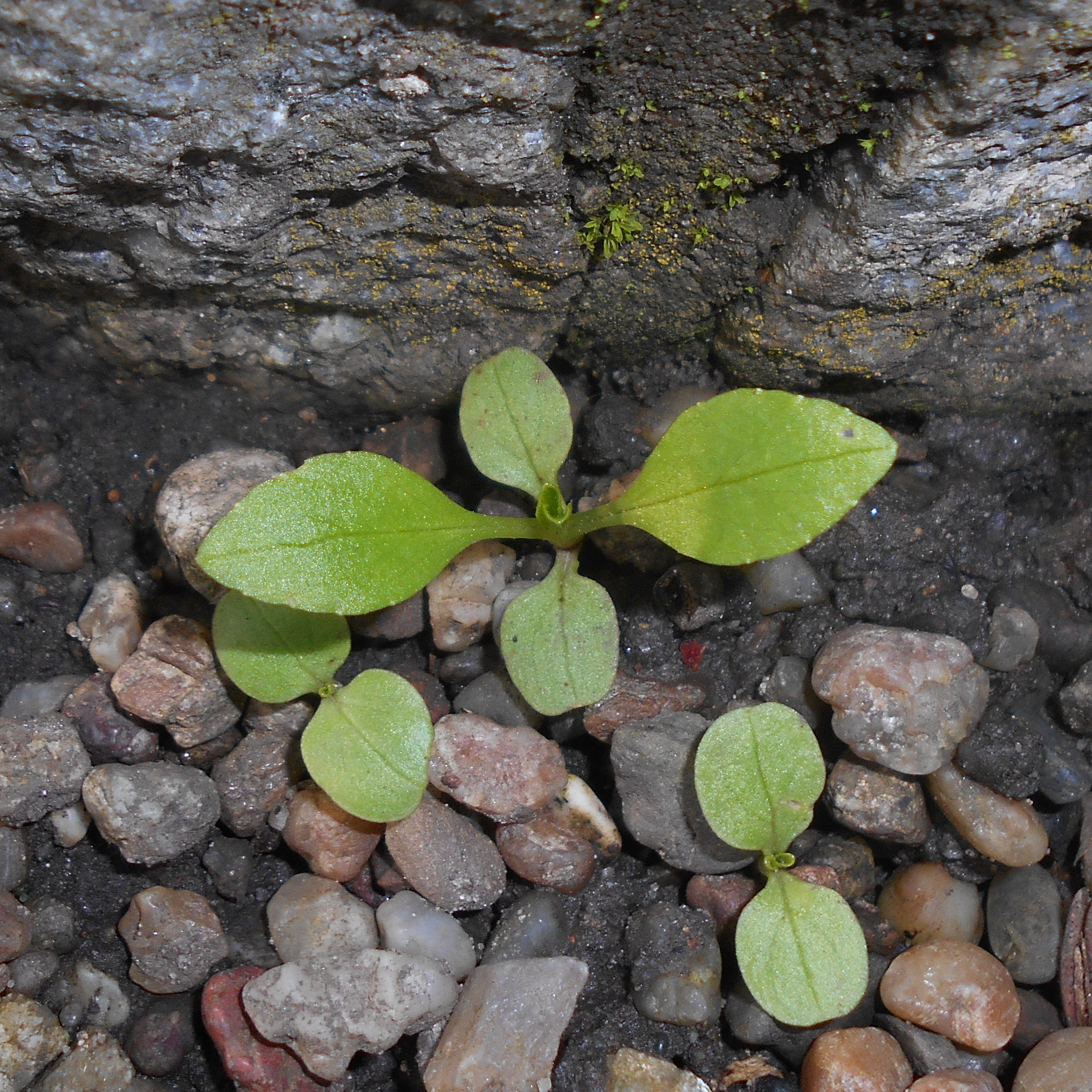
Plantules (jardin botanique de Wroclaw (Pologne)).
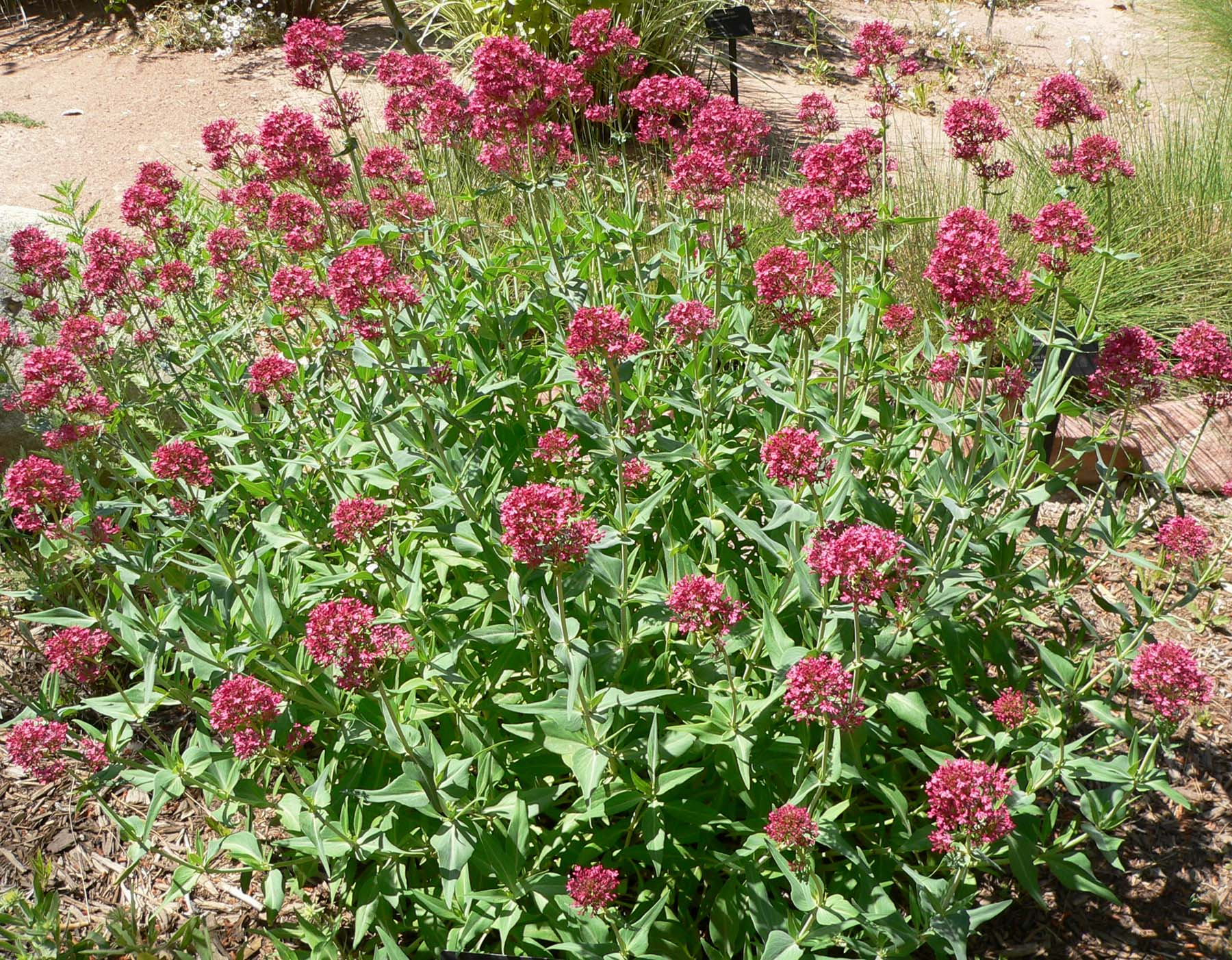
Centranthe rouge à Las Vegas.
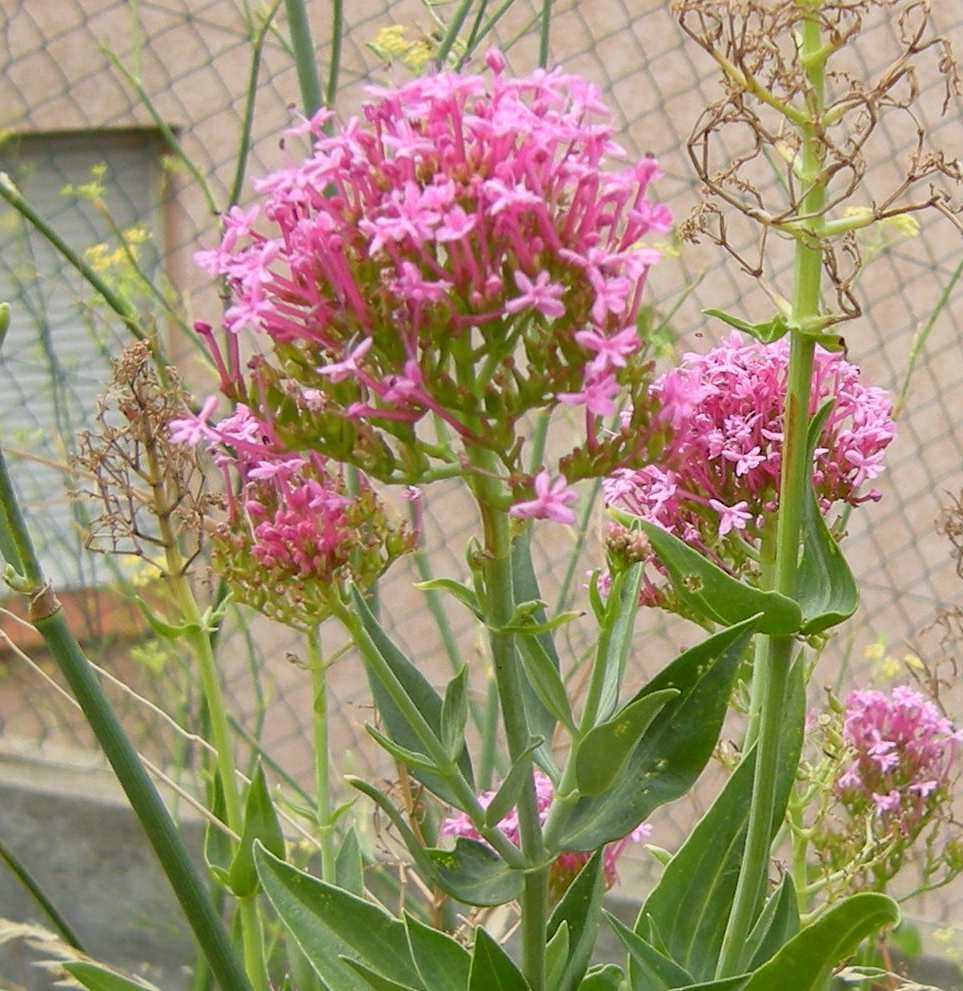
Lilas d'Espagne sauvage photographié à Banyuls-sur-Mer.
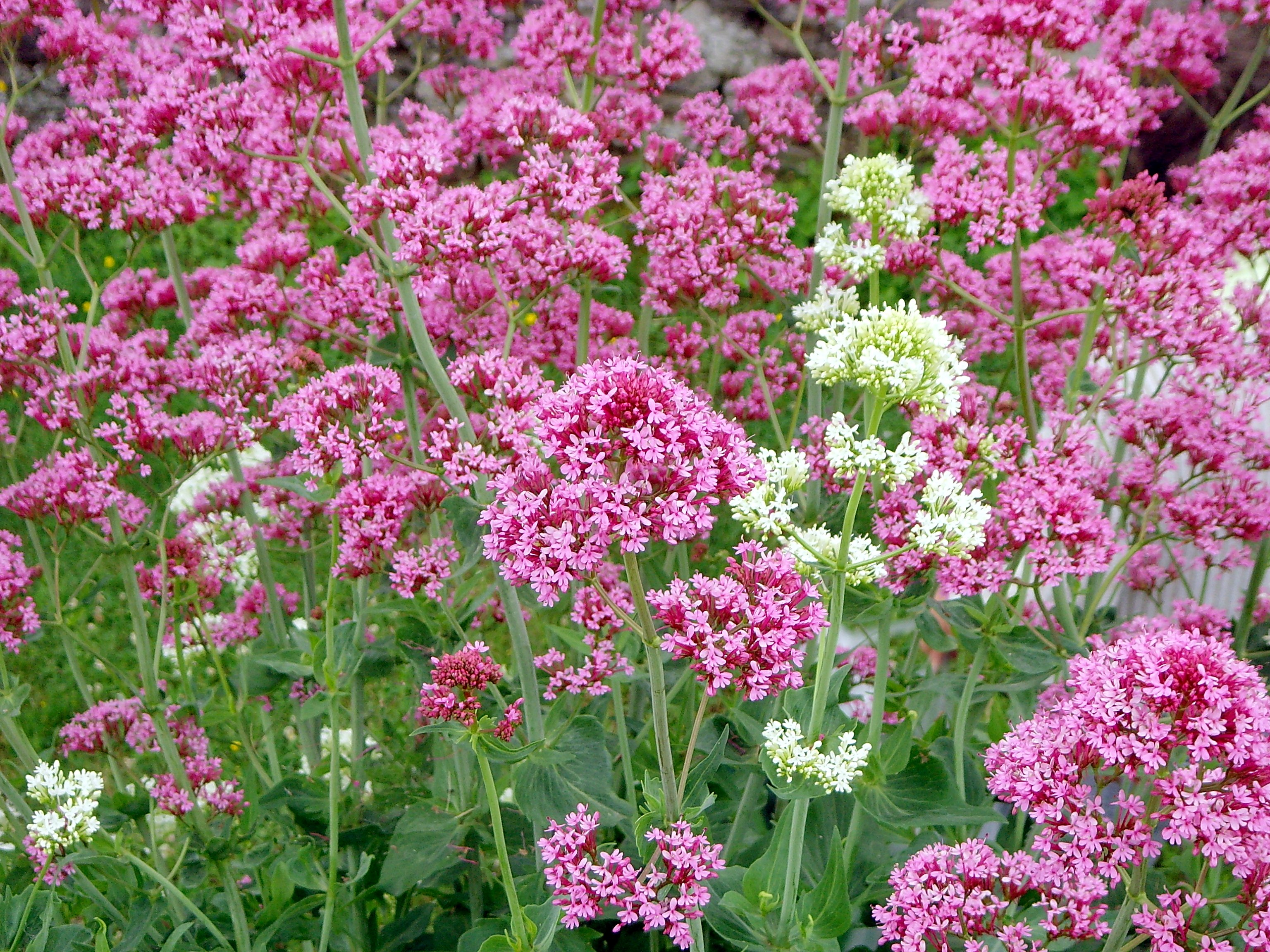
Centranthus ruber à Labussière-sur-Ouche, Côte-d'Or.
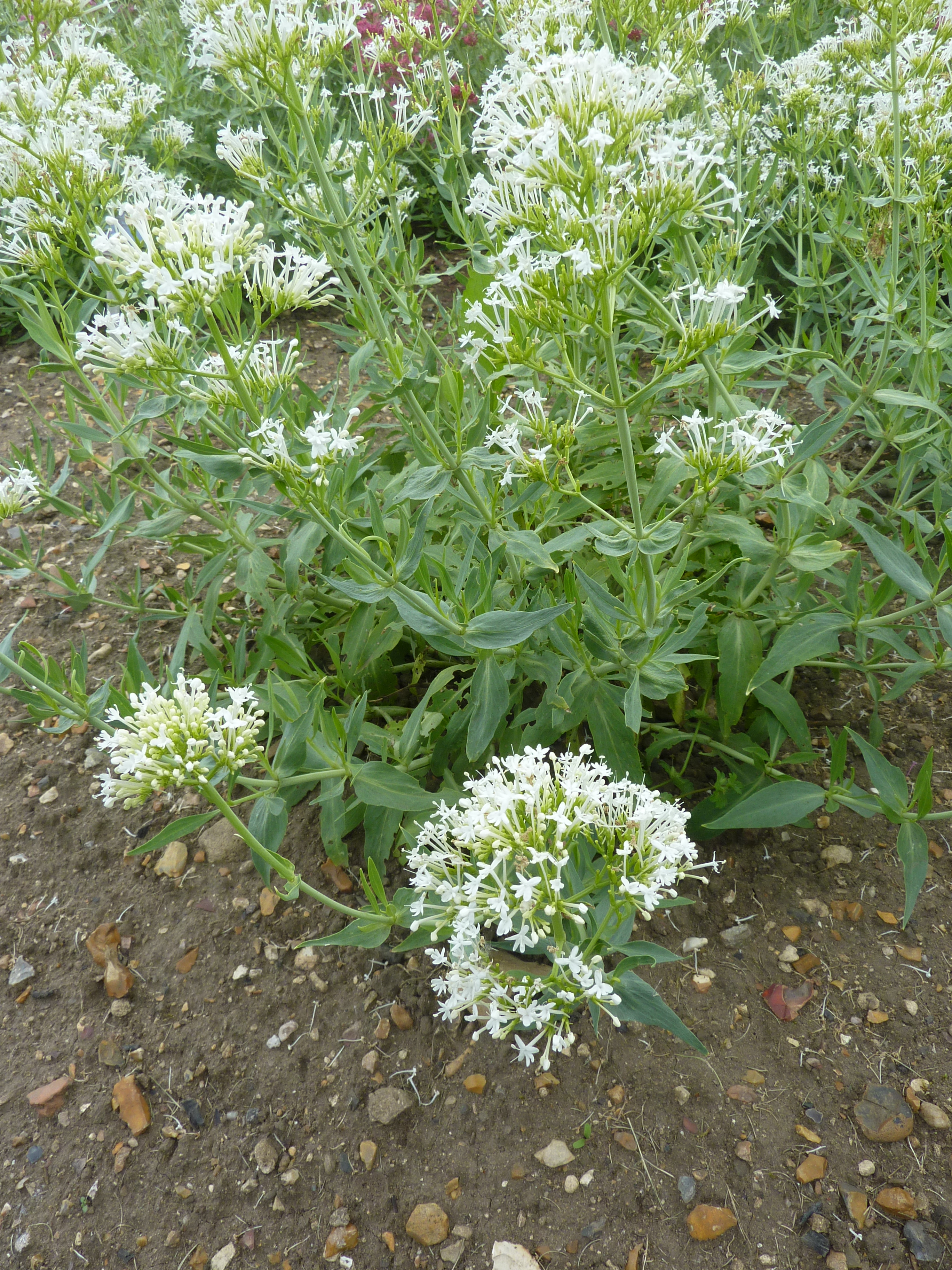
Centranthus ruber f. 'albus'.
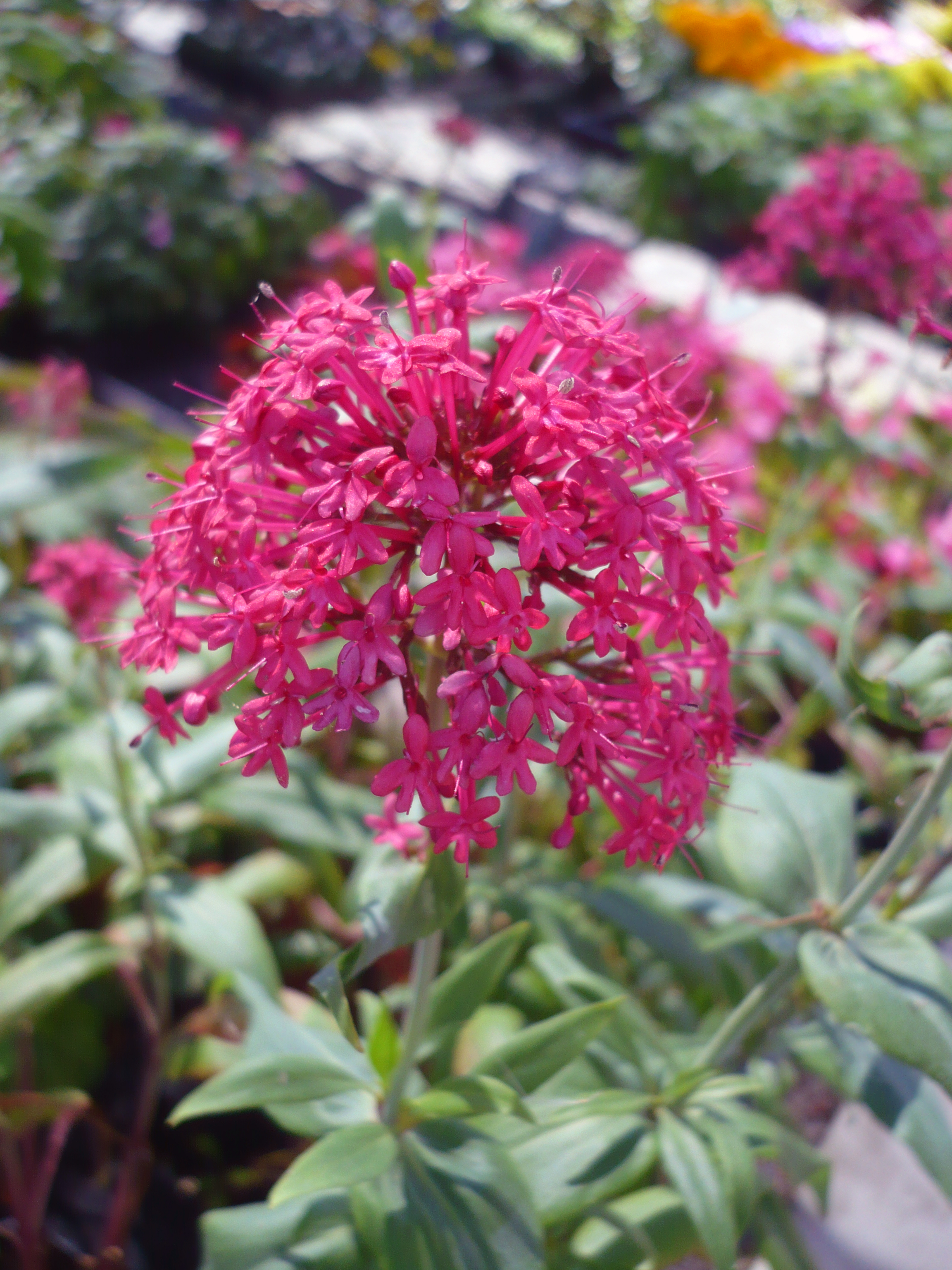
Centranthus ruber f. 'coccineus'.